# Коваль, Александр Сергеевич
Коваль Александр Сергеевич (2 июля 1991, Луганск) — украинский спортсмен по современному пятиборью, член сборной Украины по современному пятиборью, бронзовый призёр открытого кубка Республики Беларусь (2020) и чемпионата Украины (2020).

## Биография
Начал заниматься современным пятиборьем в г. Луганск с 2004 года.
В 2012 году получил звание мастера спорта Украины по результатам участия в Кубке Украины по современному пятиборью, заняв по результатам соревнований третье место в личном зачете, поднявшись с 31 места после неудачного этапа по плаванию.
В 2014 году с целью дальнейшего спортивного совершенствования переехал в г. Киев. Первые международные соревнования в карьере спортсмена — участие в составе команды на Чемпионате Европы в 2017 году закончились неудачно, команда Александра заняла 12 место из 12.
Однако уже в 2020 году Александр удачно выступил на открытом Кубке республики Беларусь, заняв третье место в личном зачете, а также завоевав бронзу на чемпионате Украины. В 2020 году Александр в рейтинге спортсменов сборной Украины по современному пятиборью занимал 2-е место. Из дисциплин пятиборья приоритетными для него являются фехтование и лазер-ран.